# Făcălețești, Argeș
Făcălețești este un sat în comuna Cocu din județul Argeș, Muntenia, România.